# 市瀬菜々
市瀬 菜々（いちせ なな、1997年8月4日 - ）は、徳島県徳島市出身の元女子サッカー選手。元日本女子代表。ポジションはディフェンダー。

## 来歴
徳島県徳島市川内町出身。徳島市川内南小学校1年の時、サッカーを始めた。

### ユース
徳島市川内中学校の時、男子に交じり四国クロスバーリーグで活躍。同時に鳴門ポラリスレディースフットボールクラブでもプレーした。宮城県の強豪・常盤木学園高等学校に進み、2年時にはコスタリカで行われた2014 FIFA U-17女子ワールドカップで優勝し、3年時にはAFC U-19女子選手権2015で優勝を果たした。

### シニア
2016年、ベガルタ仙台レディースに加入。加入年から2018年までの3年間は、仙台市内のホームセンター「ダイシン」で勤務していた。同年4月30日に行われたなでしこリーグ第6節伊賀フットボールクラブくノ一戦で初出場を果たした。同年11月からパプアニューギニアで開催された2016 FIFA U-20女子ワールドカップでは全6試合にフル出場し、日本の銅メダル獲得に貢献した。
2019年1月18日、このシーズンから加入した隅田凜とともにプロ契約を締結した が、負傷が重なりほぼシーズンを棒に振る形となった。同年、仙台市在住でベガルタとレディースのサポーターであるいがらしみきおにより、自身を主人公とした4コマ漫画の連載がクラブ公式サイトにて開始された。
2023年5月30日、2022-23シーズン限りで引退することを発表した。2025年1月11日、地元である徳島市川内町に、自身の夢であったドッグランのある「YACHA CAFE（ヤッチャ・カフェ）」を開店。店名は愛犬の名前「やちゃ丸」に由来する。

### 代表
2017年1月の日本女子代表トレーニングキャンプに初招集される。同年4月9日のキリンチャレンジカップ2017・コスタリカ戦でA代表初出場。

## 個人成績

### クラブ
| 国内大会個人成績 | 国内大会個人成績               | 国内大会個人成績 | 国内大会個人成績 | 国内大会個人成績 | 国内大会個人成績 | 国内大会個人成績 | 国内大会個人成績 | 国内大会個人成績 | 国内大会個人成績 | 国内大会個人成績 | 国内大会個人成績 |
| 年度             | クラブ                         | 背番号           | リーグ           | リーグ戦         | リーグ戦         | リーグ杯         | リーグ杯         | オープン杯       | オープン杯       | 期間通算         | 期間通算         |
| 年度             | クラブ                         | 背番号           | リーグ           | 出場             | 得点             | 出場             | 得点             | 出場             | 得点             | 出場             | 得点             |
| 日本             | 日本                           | 日本             | 日本             | リーグ戦         | リーグ戦         | リーグ杯         | リーグ杯         | 皇后杯           | 皇后杯           | 期間通算         | 期間通算         |
| ---------------- | ------------------------------ | ---------------- | ---------------- | ---------------- | ---------------- | ---------------- | ---------------- | ---------------- | ---------------- | ---------------- | ---------------- |
| 2013             | 常盤木学園高校                 | 28               | チャレンジ       | 11               | 1                | -                | -                | 1                | 0                | 12               | 1                |
| 2014             | 常盤木学園高校                 | 8                | チャレンジ       | 19               | 0                | -                | -                | 3                | 1                | 22               | 1                |
| 2015             | 常盤木学園高校                 | 8                | チャレンジEAST   | 15               | 3                | -                | -                | 1                | 0                | 16               | 3                |
| 2016             | ベガルタ仙台レディース         | 3                | なでしこ1部      | 12               | 0                | 9                | 0                | 2                | 0                | 23               | 0                |
| 2017             | マイナビベガルタ仙台レディース | 3                | なでしこ1部      | 11               | 2                | 5                | 0                | 0                | 0                | 16               | 2                |
| 2018             | マイナビベガルタ仙台レディース | 3                | なでしこ1部      | 14               | 0                | 4                | 0                | 2                | 0                | 20               | 0                |
| 2019             | マイナビベガルタ仙台レディース | 3                | なでしこ1部      | 11               | 0                | 2                | 0                | 0                | 0                | 13               | 0                |
| 2020             | マイナビベガルタ仙台レディース | 3                | なでしこ1部      | 13               | 0                | -                | -                | 0                | 0                | 13               | 0                |
| 2021-22          | マイナビ仙台レディース         | 3                | WE               | 20               | 0                | -                | -                | 1                | 0                | 21               | 0                |
| 2022-23          | マイナビ仙台レディース         | 3                | WE               | 16               | 1                | 5                | 1                | 1                | 0                | 22               | 2                |
| 通算             | 日本                           | 日本             | 1部              | 97               | 3                | 25               | 1                | 6                | 0                | 128              | 4                |
| 通算             | 日本                           | 日本             | 2部              | 30               | 1                | -                | -                | 4                | 1                | 34               | 2                |
| 通算             | 日本                           | 日本             | 3部              | 15               | 3                | -                | -                | 1                | 0                | 16               | 3                |
| 総通算           | 総通算                         | 総通算           | 総通算           | 142              | 7                | 25               | 1                | 11               | 1                | 178              | 9                |

- 日本女子サッカーリーグ
  - 初出場 - 2013年5月11日 チャレンジリーグ 第6節 福岡J・アンクラス戦 (小郡市陸上競技場)
  - 初得点 - 2013年5月19日 チャレンジリーグ 第7節 セレッソ大阪堺レディース戦 (松島フットボールセンター)

- WEリーグ
  - 初出場 - 2021年9月12日 第1節 ノジマステラ神奈川相模原戦 (ユアテックスタジアム仙台)[16]

### 代表
- 2017年4月9日 - 日本女子代表初出場 -  コスタリカ戦(国際親善試合)

#### 主な選出歴
- U-17日本女子代表
  - 2014年 - 2014 FIFA U-17女子ワールドカップ
- U-19日本女子代表
  - 2015年 - AFC U-19女子選手権2015
- U-20日本女子代表
  - 2016年 - 2016 FIFA U-20女子ワールドカップ
- 日本女子代表
  - 2017年 - 2017 トーナメント・オブ・ネーションズ（英語版）
  - 2018年 - アルガルヴェ・カップ2018
  - 2018年 - 2018 AFC女子アジアカップ
  - 2019年 - 2019 シービリーブスカップ（英語版）
  - 2019年 - 2019 FIFA女子ワールドカップ

#### 試合数
| 日本代表 | 国際Aマッチ | 国際Aマッチ |
| 年       | 出場        | 得点        |
| -------- | ----------- | ----------- |
| 2017     | 6           | 0           |
| 2018     | 9           | 0           |
| 2019     | 4           | 0           |
| 通算     | 19          | 0           |

#### 出場試合
| #   | 開催日         | 開催都市         | スタジアム                           | 対戦国         | 結果  | 監督     | 大会                                                                   | 出典   |
| --- | -------------- | ---------------- | ------------------------------------ | -------------- | ----- | -------- | ---------------------------------------------------------------------- | ------ |
| 1.  | 2017年4月9日   | 熊本             | 熊本県民総合運動公園陸上競技場       | コスタリカ     | ○ 3-0 | 高倉麻子 | キリンチャレンジカップ2017 ～熊本地震復興支援マッチ がんばるばい熊本～ | [ 17 ] |
| 2.  | 2017年6月9日   | ブレダ           | ラット・フェルレフ・スタディオン     | オランダ       | ○ 1-0 | 高倉麻子 | 国際親善試合 ～オランダ・ベルギー遠征～                                | [ 18 ] |
| 3.  | 2017年6月13日  | ルーヴェン       | デン・ドリーフ                       | ベルギー       | △ 1-1 | 高倉麻子 | 国際親善試合 ～オランダ・ベルギー遠征～                                | [ 19 ] |
| 4.  | 2017年7月27日  | シアトル         | センチュリーリンク・フィールド       | ブラジル       | △ 1-1 | 高倉麻子 | 2017 トーナメント・オブ・ネーションズ                                  | [ 20 ] |
| 5.  | 2017年7月30日  | サンディエゴ     | クアルコム・スタジアム               | オーストラリア | ● 2-4 | 高倉麻子 | 2017 トーナメント・オブ・ネーションズ                                  | [ 21 ] |
| 6.  | 2017年8月3日   | カーソン         | スタブハブ・センター                 | アメリカ合衆国 | ● 0-3 | 高倉麻子 | 2017 トーナメント・オブ・ネーションズ                                  | [ 22 ] |
| 7.  | 2018年2月28日  | パルシャル       | ベラ・ヴィスタ市営スタジアム         | オランダ       | ● 2-6 | 高倉麻子 | アルガルヴェ・カップ2018                                               | [ 23 ] |
| 8.  | 2018年3月5日   | ファロ ／ ローレ | エスタディオ・アルガルヴェ           | デンマーク     | ○ 2-0 | 高倉麻子 | アルガルヴェ・カップ2018                                               | [ 24 ] |
| 9.  | 2018年3月7日   | パルシャル       | ベラ・ヴィスタ市営スタジアム         | カナダ         | ● 0-2 | 高倉麻子 | アルガルヴェ・カップ2018                                               | [ 25 ] |
| 10. | 2018年4月1日   | 諫早             | トランスコスモススタジアム長崎       | ガーナ         | ○ 7-1 | 高倉麻子 | MS&ADカップ2018                                                        | [ 26 ] |
| 11. | 2018年4月7日   | アンマン         | キング・アブドゥッラー2世スタジアム  | ベトナム       | ○ 4-0 | 高倉麻子 | 2018 AFC女子アジアカップ                                               | [ 27 ] |
| 12. | 2018年4月10日  | アンマン         | アンマン国際スタジアム               | 韓国           | △ 0-0 | 高倉麻子 | 2018 AFC女子アジアカップ                                               | [ 28 ] |
| 13. | 2018年4月13日  | アンマン         | アンマン国際スタジアム               | オーストラリア | △ 1-1 | 高倉麻子 | 2018 AFC女子アジアカップ                                               | [ 29 ] |
| 14. | 2018年4月20日  | アンマン         | アンマン国際スタジアム               | オーストラリア | ○ 1-0 | 高倉麻子 | 2018 AFC女子アジアカップ                                               | [ 30 ] |
| 15. | 2018年11月11日 | 鳥取             | 鳥取市営サッカー場・バードスタジアム | ノルウェー     | ○ 4-1 | 高倉麻子 | 国際親善試合                                                           | [ 31 ] |
| 16. | 2019年6月2日   | ル・トゥケ       | スタッド・ジェラール・ウリエ         | スペイン       | △ 1-1 | 高倉麻子 | 国際親善試合                                                           | [ 32 ] |
| 17. | 2019年6月14日  | レンヌ           | ロアゾン・パルク                     | スコットランド | ○ 2-1 | 高倉麻子 | 2019 FIFA女子ワールドカップ                                            | [ 33 ] |
| 18. | 2019年6月19日  | ニース           | スタッド・ド・ニース                 | イングランド   | ● 0-2 | 高倉麻子 | 2019 FIFA女子ワールドカップ                                            | [ 34 ] |
| 19. | 2019年6月25日  | レンヌ           | ロアゾン・パルク                     | オランダ       | ● 1-2 | 高倉麻子 | 2019 FIFA女子ワールドカップ                                            | [ 35 ] |

## タイトル

### 代表
- U-17日本女子代表
  - FIFA U-17女子ワールドカップ：1回（2014年）
- U-19日本女子代表
  - AFC U-19女子選手権：1回（2015年）
- 日本女子代表
  - AFC女子アジアカップ：1回（2018年）